# Юнацька збірна Молдови з футболу (U-16)
Юнацька збірна Молдови з футболу (U-16) — національна футбольна збірна Молдови, що складається із гравців віком до 16 років. Керівництво командою здійснює Футбольна федерація Молдови. Збірна може брати участь у товариських і регіональних змаганнях.
Формує найближчий кадровий резерв для основної юнацької збірної, команди до 17 років, яка може кваліфікуватися на Юнацький чемпіонат Європи з футболу (U-17). До зміни формату юнацьких чемпіонатів Європи у 2001 році саме команда 16-річних функціонувала як одна з основних юнацьких збірних і боролася за право участі у відповідній континентальній юнацькій першості з футболу.

## Юнацький чемпіонат Європи (U-16)
| 1995   | не кваліфікувалася | не кваліфікувалася | не кваліфікувалася | не кваліфікувалася | не кваліфікувалася | не кваліфікувалася | не кваліфікувалася | не кваліфікувалася | 2  | 1  | 1  | 0  | 4  | 1   | +3   |
| 1996   | не кваліфікувалася | не кваліфікувалася | не кваліфікувалася | не кваліфікувалася | не кваліфікувалася | не кваліфікувалася | не кваліфікувалася | не кваліфікувалася | 2  | 0  | 1  | 1  | 1  | 4   | −3   |
| 1997   | не кваліфікувалася | не кваліфікувалася | не кваліфікувалася | не кваліфікувалася | не кваліфікувалася | не кваліфікувалася | не кваліфікувалася | не кваліфікувалася | 2  | 1  | 0  | 1  | 3  | 3   | 0    |
| 1998   | не кваліфікувалася | не кваліфікувалася | не кваліфікувалася | не кваліфікувалася | не кваліфікувалася | не кваліфікувалася | не кваліфікувалася | не кваліфікувалася | 3  | 0  | 0  | 3  | 1  | 18  | −17  |
| 1999   | не кваліфікувалася | не кваліфікувалася | не кваліфікувалася | не кваліфікувалася | не кваліфікувалася | не кваліфікувалася | не кваліфікувалася | не кваліфікувалася | 2  | 0  | 0  | 2  | 2  | 6   | −4   |
| 2000   | не кваліфікувалася | не кваліфікувалася | не кваліфікувалася | не кваліфікувалася | не кваліфікувалася | не кваліфікувалася | не кваліфікувалася | не кваліфікувалася | 3  | 0  | 1  | 2  | 0  | 4   | −4   |
| 2001   | не кваліфікувалася | не кваліфікувалася | не кваліфікувалася | не кваліфікувалася | не кваліфікувалася | не кваліфікувалася | не кваліфікувалася | не кваліфікувалася | 3  | 0  | 1  | 2  | 4  | 7   | −3   |
| Усього | 0/7                | 0                  | 0                  | 0                  | 0                  | 0                  | 0                  | 0                  | 79 | 12 | 17 | 50 | 66 | 168 | −102 |